# Sekundærrute 168
Sekundærrute 168 er en rutenummereret landevej på Fyn.

Landevejen strækker sig fra Odense, til Assens via blandt andet Glamsbjerg. Vejen er 34 kilometer lang, cirka og ligner på et stort kort en kæmpe hestsko eller bue.